# Coulter-Gletscher
Der Coulter-Gletscher ist ein 8 km langer und steiler Gletscher auf der Alexander-I.-Insel vor der Westküste der Antarktischen Halbinsel. Er fließt von den Havre Mountains in südlicher Richtung zur Kolokita Cove, einer Nebenbucht der Lasarew-Bucht.
Luftaufnahmen der US-amerikanischen Ronne Antarctic Research Expedition (1947–1948) dienten dem britischen Geodäten Derek Searle vom Falkland Islands Dependencies Survey im Jahr 1960 für eine Kartierung. Das UK Antarctic Place-Names Committee benannte ihn 1980 nach R. W. Coulter, Kapitän der USNS Alatna bei drei Kampagnen der Operation Deep Freeze zwischen 1965 und 1969.